# أولاد عبد الله امبارك (تيملولت)
أولاد عبد الله امبارك هو دُوَّار يقع بجماعة أولاد مومنة، إقليم شيشاوة، جهة مراكش آسفي في المملكة المغربية. ينتمي الدوّار لمشيخة تيملولت التي تضم 10 دواوير. يقدر عدد سكانه بـ 467 نسمة حسب الإحصاء الرسمي للسكان والسكنى لسنة 2004.

## روابط خارجية
- البوابة الوطنية للجماعات الترابية
- المندوبية السامية للتخطيط